# Yoel Romero
Yoel Romero Palacio (født 30. april 1977 i Pinar del Río i Cuba) er en cubansk MMA-udøver og tidligere freestyle wrestler. Han er i øjeblikket på kontrakt hos Ultimate Fighting Championship, hvor han konkurrerer i middleweight divisionen. Som freestyle wrestler, er Romero tidligere guldvinder ogolympisk sølvmedaljevinder. Han vandt seks verdens - og olympiske medaljer i alt. I Marts 9, 2020, er han #3 på UFCs middleweight-rangliste.
På trods af at han aldrig har været UFC-mester, har Romero's meritter som olympisk bryder og evner indenfor UFC tildelt ham flere sammenligninger med de største i sporten. Han har flere bemærkelsesværdige sejre mod tidligere verdensmestre, samt hans rivalisering med tidligere Middleweight-mester Robert Whittaker. På grund af sin eksplosivitet og styrke, er han bredt anerkendt som en af de mest atletiske kæmpere, der nogensinde har kæmpet i oktagonen.

## Strikeforce
Romero skrev kontrakt med Strikeforce i juli 2011, og fik sin debut mod Rafael Cavalcante den 10. september, 2011 i Strikeforce 36. Han tabte kampen via KO i anden omgang. En halsskade holdt ham ude af sporten indtil 2013.

## Ultimate Fighting Championship
Romero fik sin UFC og middleweight-debut mod Clifford Starks den 20. april, 2013, på UFC on Fox 7. Han vandt kampen via KO i første omgang. Sejren tildelte ham Knockout of the Night-bonusprisen . Romero skulle have mødt Derek Brunson den 31. august, 2013 på UFC 164. Men Brunson led en skade, og trak sig ud af kampen. UFC-debutanten Brian Houston blev kort knyttet som en erstatning, men Houston var ikke lægeligt godkendt til at konkurrere til begivenheden, og kampen blev aflyst. I sin anden UFC kamp, mødte Romero, Ronny Markes den 6. november, 2013, på UFC Fight Night 31. Han vandt kampen via knockout i tredje omgang.
Romero var planlagt til at møde Ronaldo Souza den 27. april, 2019 på UFC på ESPN+ 8. Men det blev rapporteret, at Romero, træk sig fra kampen i begyndelsen af april 2019 på grund af sygdom og blev erstattet af norsk-svenske Jack Hermansson.
Romero mødte Paulo Costa den 17. august, 2019 på UFC 241. Han tabte kampen via enstemmig afgørelse. Denne kamp gav ham Fight of the Night-bonusprisen.
Romero mødte Israel Adesanya den 7. marts, 2020 UFC 248 om UFC middleweight-titlen. Han tabte kampen i en tæt enstemmig afgørelse. 

## Mesterskaber og resultater

### Mixed martial arts
- Ultimate Fighting Championship
  - Knockout of the Night (Én gang)  vs. Clifford Starks
  - Udførelse af Natten (To gange)  vs. Lyoto Machida og Chris Weidman
  - Kampen i Nat (Fem gange)  vs. Derek Brunson, Tim Kennedy, Robert Whittaker (x2), og Paulo Costa[16]
- MMA DNA.nl
  - 2018 Kamp i År.[19]
- MMAJunkie.com
  - 2019 August Bekæmpelsen af den Måned vs. Paulo Costa[20]

## Privatliv
Romero beskriver sig selv som en Kristen og "en mand af Gud", hvis helt er Jesus Kristus. Hans yngre bror, Yoan Pablo Hernandez, var IBF cruiservægt-mester i professionel boksning.
Romero og hans kone har to døtre. Han har også en søn, som han ikke har set siden han forlod Cuba.